# Distretto di Tan Yen
Il distretto di Tan Yen (vietnamita: Tân Yên) è un distretto (huyện) del Vietnam che nel 2019 contava 177.265 abitanti.
Occupa una superficie di 204 km² nella provincia di Bac Giang. Ha come capitale Cao Thuong.